# Kněž (Tis)
Kněž (německy Kniesch) je malá vesnice, část obce Tis v okrese Havlíčkův Brod. Nachází se asi 2 km na sever od Tisu a 4 km jižně od nejbližšího městečka Habry. V roce 2009 zde bylo evidováno 38 adres. V roce 2001 zde trvale žilo 69 obyvatel.
Kněž je také název katastrálního území o rozloze 3,86 km2.

## Historie
První písemná zmínka o obci pochází z roku 1375.
V tomto roce patřila obec k majetku benediktinského opatství (vilémovského kláštera), které bylo v té době na vrcholu své slávy. Samotná existence vsi souvisí s haberskou zemskou stezkou, jež prochází v těsném sousedství a stala se podnětem k založení osady Kněž, ke stavbě kostela, zřízení farnosti a údajně i kláštera.
Místní sbor dobrovolných hasičů byl jako první v haberském regionu vybaven motorovou stříkačkou.

## Název obce
Název vsi je pojmenováním pocházejícím ze slova „kněz“ nebo „kníže“. Písemná podoba názvu prošla řadou proměn: v roce 1375 Knyez, 1376 Knyess a v roce 1629 se objevuje podoba Kněž.

## Pamětihodnosti
Velkou dominantou vsi je kostel svatého Bartoloměje, chráněný jako kulturní památka. Vznikl na přelomu 13. a 14. století v místě původní kaple, jejíž původ nelze určit. Kostel byl stavěn v raně gotickém slohu. Během své existence byl několikrát opravován, v roce 1833 byla přistavěna věž o výšce 32 m. Od roku 1362 je veden jako farní kostel.